# Oedisiphum soureni
Oedisiphum soureni är en insektsart. Oedisiphum soureni ingår i släktet Oedisiphum och familjen långrörsbladlöss. Inga underarter finns listade i Catalogue of Life.